# Reduced Shakespeare Company
Pour les articles homonymes, voir Shakespeare (homonymie).
La Reduced Shakespeare Company est une troupe de théâtre britannique jouant des pièces de grandes renommées ou des sujets importants d'une manière très rythmée, les pièces étant extrêmement raccourcies et a priori hautement improvisées, alors même que le texte est écrit par avance avec précision.
La troupe d'acteurs a été fondée en 1981 par Daniel Singer qui, après avoir vu la version résumée de Tom Stoppard de la pièce Hamlet de William Shakespeare, décide d'écrire sa propre version de 30 minutes de l'œuvre. Il se choisit lui-même pour interpréter Polonius, Horatio et Laertes, le rôle-titre échoit à Jess Borgeson, Michael Fleming est Bernardo, Claudius est le fantôme du père d'Hamlet et enfin Barbara Reinertson interprète Ophélia et Gertrude. Mais trois semaines avant la première représentation, Barbara Reinertson se fracture la hanche. Jess Borgeson propose alors l'idée qu'Adam Long reprenne le rôle… en se travestissant et en s'habillant en femme. Une perruque adéquate fut trouvée et la performance d'Adam Long fut décrite comme étant « étrange, troublante ». L'utilisation d'acteurs à l'air juvénile pour jouer des femmes existait déjà au temps de William Shakespeare, mais ici, le travestissement d'Adam Long eut lieu pour obtenir un effet comique.
En 1982, Jess Borgeson décide de retourner à l'université afin d'obtenir un diplôme de littérature anglaise, laissant Daniel Singer et Adam Long continuer l'aventure à deux. C'est alors qu'Adam Long écrit Roméo et Juliette, dans une version extrêmement condensée de 10 minutes. La pièce est interprétée par Long et Singer.
En 1983, Long et Singer découvrent que leur hobby du week-end pourrait très bien devenir une entreprise rentable, s'ils réussissaient à truffer le texte de multiples blagues. Ils rappelèrent leur ancien camarade de jeu, Jess Borgeson, pour réfléchir à une nouvelle version d'Hamlet. La pièce Hamlet est finalement montée en 1985 et Roméo et Juliette suivra en 1987.
En 1987, un ami de la troupe suggère qu'ils pourraient être bien accueillis au Edinburgh Fringe Festival (pouvant être traduit par "Festival de théâtre alternatif d'Édimbourg") en Écosse. Mais n'ayant aucune idée de ce que pouvait bien être ce festival, les membres de la troupe se renseignèrent et découvrirent que pour participer à ce festival, il était indispensable de présenter une pièce dont la durée est « significative ». Un ami, Jack Tate leur suggéra que dans la mesure où ils réussissaient bien à condenser une pièce classique en quelques dizaines de minutes, pour une heure il pouvait donc bien résumer…l'intégralité de l'œuvre d'un auteur.
Ils réfléchissent au défi posé et acceptent. Ils réservent donc un théâtre à Édimbourg puis fêtent ça ensemble et boivent. Le lendemain, ils commencent à réaliser l'ampleur de ce qui les attend : résumer 35 chefs-d'œuvre, soit 35 pièces en cinq actes de trois heures à réduire à l'extrême. La tâche leur semble alors titanesque et hors de portée. 
Une fois leur esprit retrouvé, ils s'attellent à la tâche et jouent pour la première fois la pièce devant un cercle d'amis, dans une grange, à Agoura en Californie, près du site du Renaissance Faire. Après un accueil chaleureux de leurs amis, ils se rendent à Édimbourg où la pièce est un succès. Le résultat, The Complete Works of William Shakespeare (abridged) (l'œuvre complète de William Shakespeare en résumé) est depuis lors à Londres, la pièce qui est depuis le plus longtemps à l'affiche. La pièce résume 37 pièces de William Shakespeare en 97 minutes. Certaines des pièces de Shakespeare sont racontées comme s'il s'agissait d'un match de foot. En 1989, Daniel Singer quitte la troupe et est remplacé par Reed Martin et en 1992, Jess Borgeson s'en va et est remplacé par Austin Tichenor. En 1995, la troupe prend résidence au théâtre Criterion à Piccadilly Circus. Les acteurs doivent chacun jouer trois rôles différents sur scène et les acteurs échangent leurs rôles de temps en temps afin de rester « frais et spontanés ».
En 1994, Austin Tichenor, Adam Long et Reed Martin créent une série de six épisodes pour la radio The Reduced Shakespeare Company Radio Show. Certaines séquences sont étendues, ainsi un épisode est entièrement consacré à Hamlet et un autre à Roméo et Juliette, le tout se terminant par un épisode final insolite d'un supposé voyage - très peu relaté - de William Shakespeare aux États-Unis. Le programme a été diffusé sur BBC World Service du 11 mai au 22 juin 1994. La même année, ils produisent The Ring Reduced, une version raccourcie de 30 minutes de l'anneau du Nibelung, dans le cadre d'un cycle sur Richard Wagner proposé par Channel 4.
Parmi leurs autres pièces de RSC, citons, All the Great Books (abridged) (Tous les plus grands livres en abrégé), The Complete History of America (abridged) (l'histoire complète des États-Unis en abrégé), The Bible: The Complete Word of God (abridged) (La Bible : le travail complet de Dieu en abrégé, All The Great Movies (abridged) (Tous les plus grands films en abrégé).
En 1995, la Reduced Shakespeare Company produisait The Reduced Shakespeare Company Christmas.